# Prince Barrie
Prince Barrie (ur. 18 sierpnia 1997 we Freetown) – sierraleoński piłkarz grający na pozycji napastnika. Od 2021 jest piłkarzem klubu East End Lions FC.

## Kariera piłkarska
Swoją karierę piłkarską Barrie rozpoczął w klubie Kallon FC, w barwach którego zadebiutował w sezonie 2015 w sierraleońskiej Premier League. W 2016 roku przeszedł do ghańskiego International Allies FC, a w połowie roku wrócił do Kallon FC. W latach 2017–2018 grał w gwinejskim Hafia FC, z którym w sezonach 2017/2018 i 2018/2019 wywalczył dwa wicemistrzostwa Gwinei. W 2019 roku przeszedł do Bo Rangers, a w 2021 do East End Lions FC.

## Kariera reprezentacyjna
W reprezentacji Sierra Leone Barrie zadebiutował 15 lipca 2017 w zremisowanym 1:1 meczu Mistrzostw Narodów Afryki 2018 z Senegalem, rozegranym we Freetown. W 2022 roku został powołany do kadry na Puchar Narodów Afryki 2021. Nie rozegrał na nim jednak żadnego spotkania.